# BT BCFe 2/4
| BT BCFe 2/4             | BT BCFe 2/4                   | BT BCFe 2/4                   | BT BCFe 2/4                   |
| ----------------------- | ----------------------------- | ----------------------------- | ----------------------------- |
| Bauartbezeichnung:      | BCFe 2/4                      | BCFe 2/4                      | BCFe 2/4                      |
|                         |                               |                               |                               |
| Nummerierung:           | 41–42                         | 43                            | 44                            |
| Hersteller:             | SIG, SAAS                     | SIG, SAAS                     | SLM, SWP, SAAS, BT            |
| Baujahr:                | 1932                          | 1938                          | 1952                          |
| Umbau:                  | 1965/61                       | 1948                          | –                             |
| Ausmusterung:           | 1963 (Umbau)                  | 1959 (Umbau)                  | 1988 (Verkauf)                |
| Achsformel:             | 2’B0'                         | 2’B0'                         | (1A)(A1)                      |
| Länge über Puffer:      | 20'600 mm                     | 22'000 mm                     | 22'530 mm                     |
| Gesamtradstand:         | 16'375 mm                     | 17'980 mm                     | 18'230 mm                     |
| Dienstmasse:            | 65 t                          | 65 t                          | 62 t                          |
| Reibungsmasse:          | ca. 41 t                      | ca. 41 t                      | 32,6 t                        |
| Höchstgeschwindigkeit:  | 80 km/h                       | 80 km/h                       | 80 km/h                       |
| Stundenleistung:        | 599 kW (815 PS)               | 599 kW (815 PS)               | 599 kW (815 PS)               |
| Anfahrzugkraft:         | 69 kN                         | 69 kN                         | 69 kN                         |
| Stundenzugkraft:        | 39 kN bei 55 km/h             | 39 kN bei 55 km/h             | 39 kN bei 55 km/h             |
| Triebraddurchmesser:    | 1040 mm                       | 1040 mm                       | 1040 mm                       |
| Laufraddurchmesser:     | 1040 mm                       | 1040 mm                       | 1040 mm                       |
| Anzahl Fahrmotoren:     | 2                             | 2                             | 2                             |
| Übersetzungsverhältnis: | 1 : 4,28                      | 1 : 4,28                      | 1 : 4,28                      |
| Sitzplätze:             | 16 (2. Klasse) 50 (3. Klasse) | 16 (2. Klasse) 58 (3. Klasse) | 16 (2. Klasse) 40 (3. Klasse) |

Die BCFe 2/4 waren vier vierachsige elektrische Triebwagen der Bodensee-Toggenburg-Bahn (BT). Zwei dieser Fahrzeuge wurden zu Pendelzügen umgebaut, die als BDe 2/4 41–42 rund zwanzig Jahre lang den St. Galler Vorortsverkehr besorgten. Der dritte Triebwagen wurde mit einer dritten Triebachse ergänzt und somit zum BCFe 3/4 43. Mit dem Klassenwechsel 1956 wurde er zum ABFe 3/4 umbezeichnet, sechs Jahre später zum ABDe 3/4. 1968 baute ihn die BT zum BDe 3/4 43 um und schliesslich zum Be 3/4 43. Der modernere vierte Triebwagen BCFe 2/4 44, später ABFe 2/4 44, dann ABDe 2/4 44, entstand unter Verwendung nicht gebrauchter Drehgestelle, Motoren und eines Transformators.

## BCFe 2/4 41–43

### Beschaffung
Anlässlich ihrer Elektrifizierung beschaffte die BT neben sechs Lokomotiven  Be 4/4 die beiden Triebwagen BCFe 2/4 41 und 42. Die von Sécheron und SIG gelieferten Fahrzeuge waren im elektrischen Teil verwandt mit den Be 4/4 und besassen ein ähnliches Triebdrehgestell mit denselben Motoren.
1936 konnte dank Subventionen zur Arbeitsbeschaffung ein dritter, etwas vergrösserter Triebwagen BCFe 2/4 43 nachbestellt werden. Das Fahrzeug war mit einem Holzstahlkasten statt einem Holzkasten ausgerüstet, was an seinen runderen Formen erkennbar war.

### Konstruktion
Die Triebwagen hatten ein Triebdrehgestell mit zwei angetriebenen Achsen und ein Drehgestell mit zwei Laufachsen. Viele mit den Be 4/4 übereinstimmende Teile der elektrischen Ausrüstung, insbesondere die Triebmotoren, vereinfachten den Unterhalt und die Lagerhaltung der Ersatzteile. Im Gegensatz zu den Be 4/4 wurden der Transformator und die Hüpfersteuerung unter dem recht hoch gelegenen Wagenboden eingebaut.
Bei diesen Fahrzeugen wurden mehrere technische Neuerungen eingeführt. Im Gegensatz zum damals bei Triebwagen üblichen Tatzlager-Antrieb kam der Sécheron-Federantrieb zum Einbau, wobei die beiden Fahrmotoren im Drehgestell gelagert waren. Aus Gewichtsgründen wählte SIG für den Bau des Wagenkastens eine Bauart, die später zum leichten selbsttragenden Kasten weiterentwickelt wurde. Trotz dieser modernen Konstruktion blieb die äussere Form des Wagenkastens traditionell.

### Betrieb
Die Bodensee-Toggenburg-Bahn war mit den drei Triebwagen 41 bis 43 sehr zufrieden. Für schwach besetzte Kurse konnten sie als Alleinfahrer eingesetzt werden. Dank ihrer Leistung von 815 PS (599 kW) waren sie auch zur Beförderung mittlerer Züge einsetzbar. Ihre Anhängelast auf der Stammstrecke betrug 100 Tonnen bei einer Geschwindigkeit von 75 km/h.
Im Hinblick auf die Elektrifizierung der Südostbahn (SOB) wurden die BCFe 2/4 41–43 mit einer elektrischen Widerstandsbremse nachgerüstet.
Seit 1938 die SOB elektrisch betrieben wurde, kamen die BCFe 2/4 auf deren 50 ‰-Rampen zum Einsatz. Die Leistung der Triebwagen reichte dazu jedoch kaum aus. Vermehrt traten Achsbrüche auf und allmählich drängte sich eine Verstärkung der Drehgestelle auf. Die BT beabsichtigte, die drei Motorwagen mit einem dritten Fahrmotor auszurüsten und bestellte sechs neue Drehgestelle. Weil man die bisherigen Transformatoren weiterverwenden wollte, hätte man die Leistung der drei Motoren nicht voll ausnützen können.
| BT BCFe 3/4 / BDe 3/4 / Be 3/4             | BT BCFe 3/4 / BDe 3/4 / Be 3/4 | BT BCFe 3/4 / BDe 3/4 / Be 3/4 | BT BCFe 3/4 / BDe 3/4 / Be 3/4 |
| ------------------------------------------ | ------------------------------ | ------------------------------ | ------------------------------ |
| Der BDe 3/4 43 beim Manöver in St. Gallen. |                                |                                |                                |
| Bauartbezeichnung:                         | BCFe 3/4                       | BDe 3/4                        | Be 3/4                         |
| Nummerierung:                              | 43                             | 43                             | 43                             |
| Hersteller:                                | SIG, SAAS                      | SIG, SAAS                      | SIG, SAAS                      |
| Baujahr:                                   | 1938                           | 1938                           | 1938                           |
| Umbau:                                     | 1948                           | 1968                           | 1982                           |
| Ausmusterung:                              | 2011 (Verkauf)                 | 2011 (Verkauf)                 | 2011 (Verkauf)                 |
| Achsformel:                                | (1A)B0'                        | (1A)B0'                        | (1A)B0'                        |
| Länge über Puffer:                         | 22'000 mm                      | 22'000 mm                      | 22'000 mm                      |
| Gesamtradstand:                            | 17'980 mm                      | 17'980 mm                      | 17'980 mm                      |
| Dienstmasse:                               | 66 t                           | 66 t                           | 68 t                           |
| Reibungsmasse:                             | 52 t                           | 52 t                           | 52 t                           |
| Höchstgeschwindigkeit:                     | 80 km/h                        | 80 km/h                        | 80 km/h                        |
| Stundenleistung:                           | 898 kW (1221 PS)               | 898 kW (1221 PS)               | 898 kW (1221 PS)               |
| Anfahrzugkraft:                            | 103 kN                         | 103 kN                         | 103 kN                         |
| Stundenzugkraft:                           | 59 kN bei 55 km/h              | 59 kN bei 55 km/h              | 59 kN bei 55 km/h              |
| Triebraddurchmesser:                       | 1040 mm                        | 1040 mm                        | 1040 mm                        |
| Laufraddurchmesser:                        | 1040 mm                        | 1040 mm                        | 1040 mm                        |
| Anzahl Fahrmotoren:                        | 3                              | 3                              | 3                              |
| Übersetzungsverhältnis:                    | 1 : 4,28                       | 1 : 4,28                       | 1 : 4,28                       |
| Sitzplätze:                                | 16 (2. Klasse) 58 (3. Klasse)  | 40 (2. Klasse)                 | 34 (2. Klasse)                 |

### Umbauten und Umbezeichnungen des Triebwagens Nr. 43
1946 wurde das Projekt in Angriff genommen, die Triebwagen mit einem dritten Fahrmotor zu ergänzen. Bei einer Versuchsfahrt wurde ein Motor des Triebwagens 42 über ein Kabel aus dem Triebwagen 41 gespeist. Dabei zeigte sich, dass die Leistung wegen magnetischer Übersättigung des Transformators 30 % kleiner war als mit nur zwei Motoren, Die Zugkraft war nur unterhalb von 25 km/h leicht besser. Die Fahrzeit St. Gallen-Haggen–Herisau verdoppelte sich nahezu.
Triebwagen 43 erhielt 1948 wie geplant zwei neue Drehgestelle mit insgesamt drei Fahrmotoren. Der umgebaute Triebwagen Nr. 43 erhielt die Bezeichnung BCFe 3/4. Der Umbau der beiden anderen Fahrzeuge unterblieb, und die beiden übrig gebliebenen einmotorigen Drehgestelle wurden beim Bau des BCFe 2/4 44 verwendet.
Die elektrische Ausrüstung musste nochmals verbessert werden. Bis 1951 erhielt der BCFe 3/4 einen neuen Transformator, neue Drosselspulen sowie Hüpfer und Instrumente aus umgebauten BLS Ce 4/4. Damit konnte die Leistung der drei Fahrmotoren voll ausgenutzt werden.
Mit der Einführung des Zweiklassensystems erhielten der Triebwagen die Bezeichnung ABFe 3/4 43; ab 1962 hiess er ABDe 3/4 43.
1968 wurde das nicht mehr zeitgemässe Erstklassabteil in ein Zweitklassabteil umgewandelt und das Gepäckabteil durch Entfernen der Sitzbänke im ursprünglichen Zweitklassabteil vergrössert. Das Fahrzeug wurde nun als BDe 3/4 43 bezeichnet.

### Historisches Fahrzeug Be 3/4 43

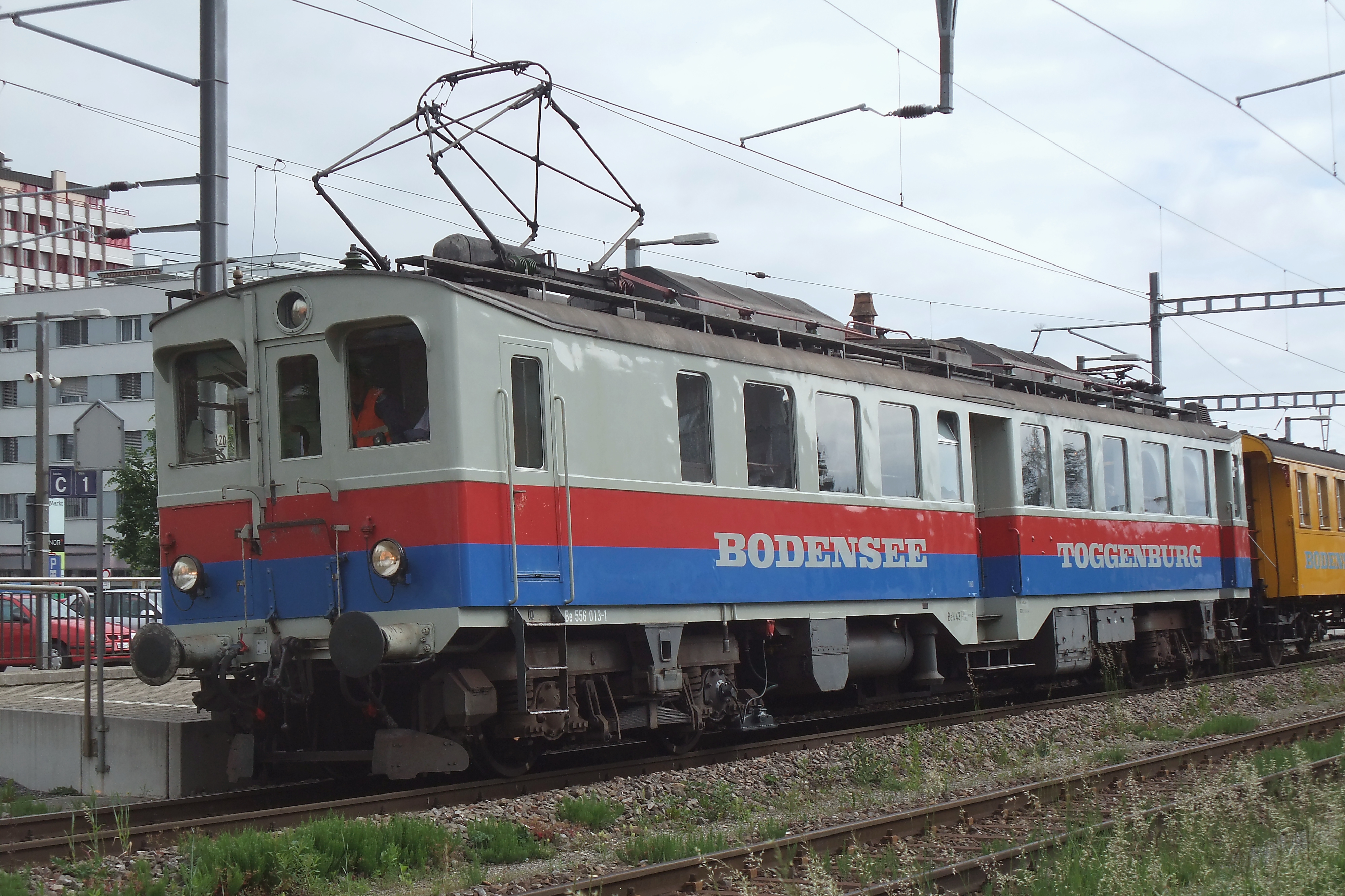
Der Be 3/4 43 „Tino“ diente als Triebfahrzeug für den „Amor-Express“.

Im Verlaufe der Zeit wurde der Triebwagen kaum mehr eingesetzt. 1981 wurde das Innere im Stil eines Tessiner Grottos umgebaut. Der bunt lackierte Be 3/4 43 mit dem Namen „Tino“ diente nun als elektrisches Triebfahrzeug für den „Amor-Express“, weil die Dampflokomotive Eb 3/5 mit Rücksicht auf die Verschmutzung der Fahrleitungsisolatoren nur zurückhaltend eingesetzt wurde. Der aus fünf farbigen Zweiachswagen bestehende „Amor-Express“ wird für Hochzeitsfahrten und Gesellschaftsreisen eingesetzt.
2011 verkaufte die SOB den betriebsfähigen Be 3/4 43 an die Eurovapor Lokremise Sulgen. Das Fahrzeug ist in Romanshorn stationiert und wird vorwiegend in der Ostschweiz eingesetzt. Nach einer Entgleisung im November 2011 wurde der Triebwagen im ursprünglichen Grün lackiert und das „Grotto“ durch eine schlichte Inneneinrichtung mit 50 Sitzplätzen ersetzt.

### Betrieb und Umbezeichnung der BCFe 2/4 41–42
Obwohl die Holzkasten der Triebwagen 41 und 42 in schlechtem Zustand waren, entschied die Direktion 1948, wie bereits erwähnt, auf den Umbau in dreimotorige Fahrzeuge zu verzichten. 1949 erhielten die beiden BCFe 2/4 neue Triebdrehgestelle, wobei es jedoch bei zwei angetriebenen Achsen blieb. Der Holzkasten sollte im Laufe der Zeit durch einen Eigenbau-Stahlkasten ersetzt und zwei gleichartige Stahlkasten für Steuerwagen produziert werden.
Motorwagen Nr. 42 stand in den frühen 1950er-Jahren mehrmals still wegen Achsbrüchen oder weil seine Motoren als Ersatz bei den Be 4/4-Lokomotiven dienen mussten. Seit der Abschaffung der dritten Wagenklasse wurden die beiden Triebwagen als ABFe 2/4 bezeichnet.
Die beiden Fahrzeuge verkehrten ohne wesentliche bauliche Veränderungen bis zu ihrer Ausrangierung in den Jahren 1963 und 1959.
| BT BDe 2/4                                              | BT BDe 2/4        | BT BDe 2/4        |
| ------------------------------------------------------- | ----------------- | ----------------- |
| BT-Vorortspendel BDe 2/4 42 mit Steuerwagen in Herisau. |                   |                   |
| Bauartbezeichnung:                                      | BDe 2/4           | BCFe 2/4          |
| Nummerierung:                                           | 41                | 42                |
| Hersteller:                                             | SIG, SAAS, BT     | SIG, SAAS, BT     |
| Baujahr:                                                | 1932              | 1932              |
| Umbau:                                                  | 1961              | 1965              |
| Ausmusterung:                                           | 1995              | 1995              |
| Achsformel:                                             | 2'B0'             | 2'B0'             |
| Länge über Puffer:                                      | 23'700 mm         | 22'850 mm         |
| Gesamtradstand:                                         | 19'700 mm         | 18'850 mm         |
| Dienstmasse:                                            | 59 t              | 58 t              |
| Reibungsmasse:                                          | 33 t              | 32 t              |
| Höchstgeschwindigkeit:                                  | 90 km/h           | 90 km/h           |
| Stundenleistung:                                        | 599 kW            | 599 kW            |
| Anfahrzugkraft:                                         | 69 kN             | 69 kN             |
| Stundenzugkraft:                                        | 39 kN bei 55 km/h | 39 kN bei 55 km/h |
| Triebraddurchmesser:                                    | 1040 mm           | 1040 mm           |
| Laufraddurchmesser:                                     | 920 mm            | 920 mm            |
| Anzahl Fahrmotoren:                                     | 2                 | 2                 |
| Übersetzungsverhältnis:                                 | 1 : 4,28          | 1 : 4,28          |
| Sitzplätze:                                             | 48 (2. Klasse)    | 48 (2. Klasse)    |

### Umbau in Vorortspendelzüge BDe 2/4 41–42

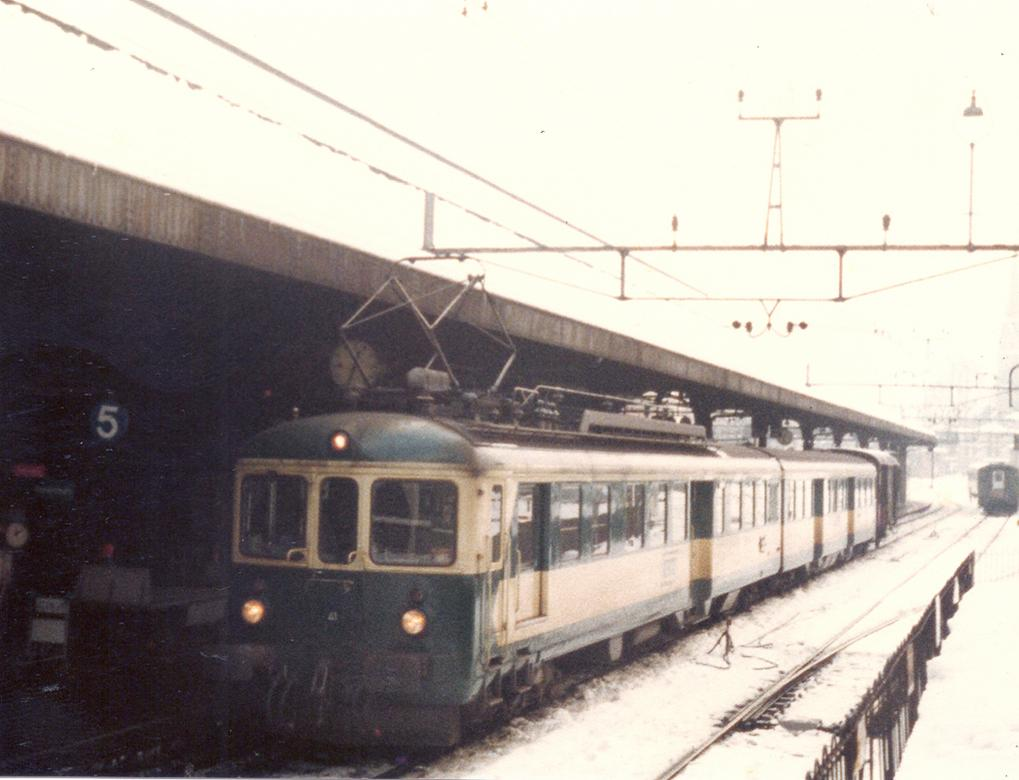
BDe 2/4 41 in St. Galler Hauptbahnhof

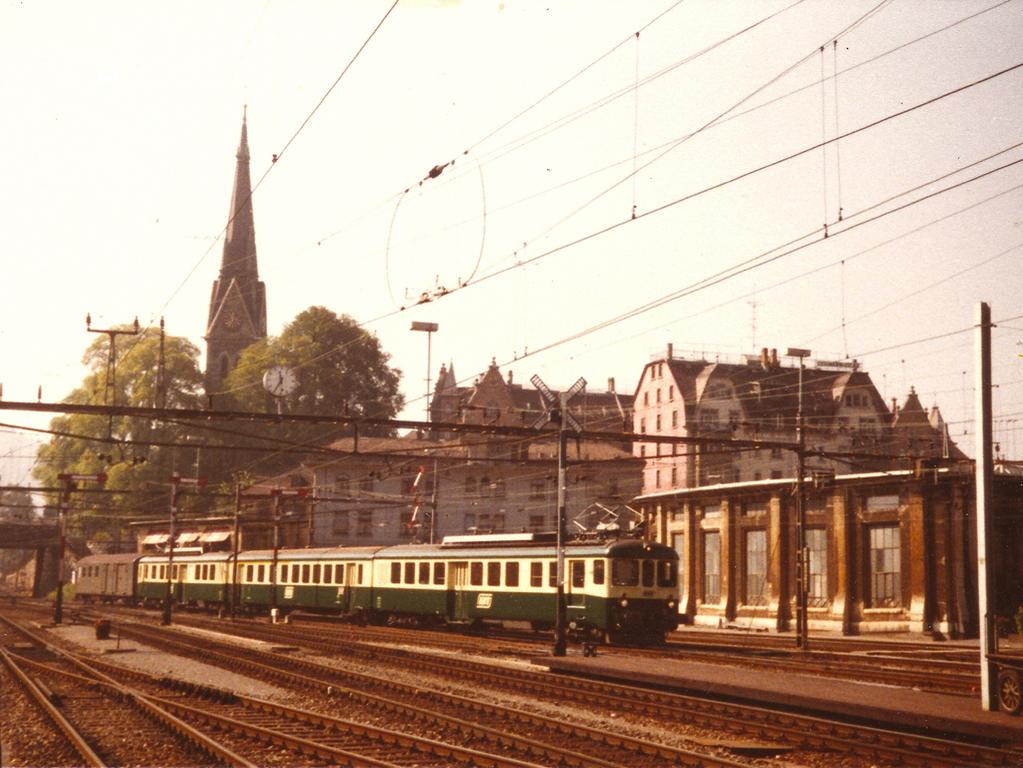
Dreiteiliger Pendelzug mit BDe 2/4 41, Zwischenwagen AB und BDe 2/4 42 (ergänzt mit einem Postwagen) in St. Gallen

Die Werkstätte Herisau erbaute aus Teilen der elektrischen Ausrüstung der ABFe 2/4 41–42 zwei moderne Triebwagen BDe 2/4. Die neu erbauten selbsttragenden Wagenkästen in geschweisster Leichtstahlbauweise erhielten nur noch einen Führerstand, denn die Triebwagen waren dauernd mit den zugehörigen Steuerwagen ABt 141 und 142 gekuppelt. Für den Bau des ABt 142 wurden die Drehgestelle und diverse Ausrüstungsteile des Buffetwagens Br4ü 353 verwendet. Woher die entsprechenden Ausrüstungsteile des ABt 141 stammten, ist nicht dokumentiert. Beim zweiten Zug wurde versuchsweise eine elektronische Geschwindigkeitsautomatik mit Zielbremsung von BBC eingebaut.
Der erste so genannte Vorortspendelzug kam 1961 noch als BFe 2/4 42 und ABt 142 in Betrieb, der zweite folgte 1965. Die zweiteiligen Kompositionen kamen vor allem auf der Strecke Wittenbach–Degersheim zum Einsatz, wo sie ein dichteres Fahrplanangebot ermöglichten. Für den Einsatz auf diesem Streckenabschnitt reichte ihre begrenzte Zugkraft und Höchstgeschwindigkeit aus. Die zuverlässigen Pendelzüge bewährten sich nicht zuletzt dank ihrer überschaubaren Traktions- und Steuerausrüstung.
Die Inbetriebnahme der RBDe 4/4-Pendelzüge (Privatbahn-NPZ) machte die zweiteiligen Vorortspendelzüge überflüssig. Die BT versuchte erfolglos, sie an eine Bahn mit bescheideneren Ansprüchen zu verkaufen. Aus den beiden Triebwagen und einem Erst-Zweitklass-Wagen AB EW I wurde ein dreiteiliger Pendelzug gebildet, der die Fahrordnungen des für die RBDe 4/4-Pendelzüge konzipierten Fahrplans einhalten konnte. Dieser so gebildete Pendelzug setzte einen RBDe 4/4 für direkte Züge nach Konstanz frei. Der zugehörige Steuerwagen ABt 142 konnte 1986 an die Rorschach-Heiden-Bergbahn verkauft werden. Der ABt 141 erhielt einen neuen Führerstand, eine zu den Hochleistungstriebwagen und den Re 4/4 passende Fernsteuerung, neue Drehgestelle sowie ein zusätzliches Erstklassabteil. Er wurde mit einer Videokamera ausgerüstet, welche die Sicht aus dem Führerstand ins vordere Erstklassabteil übertrug.
Mit der Ablieferung der Umrichterlokomotiven Re 4/4 konnte die BT auf die beiden Triebwagen verzichten und rangierte sie 1995 aus.

## BCFe 2/4 44

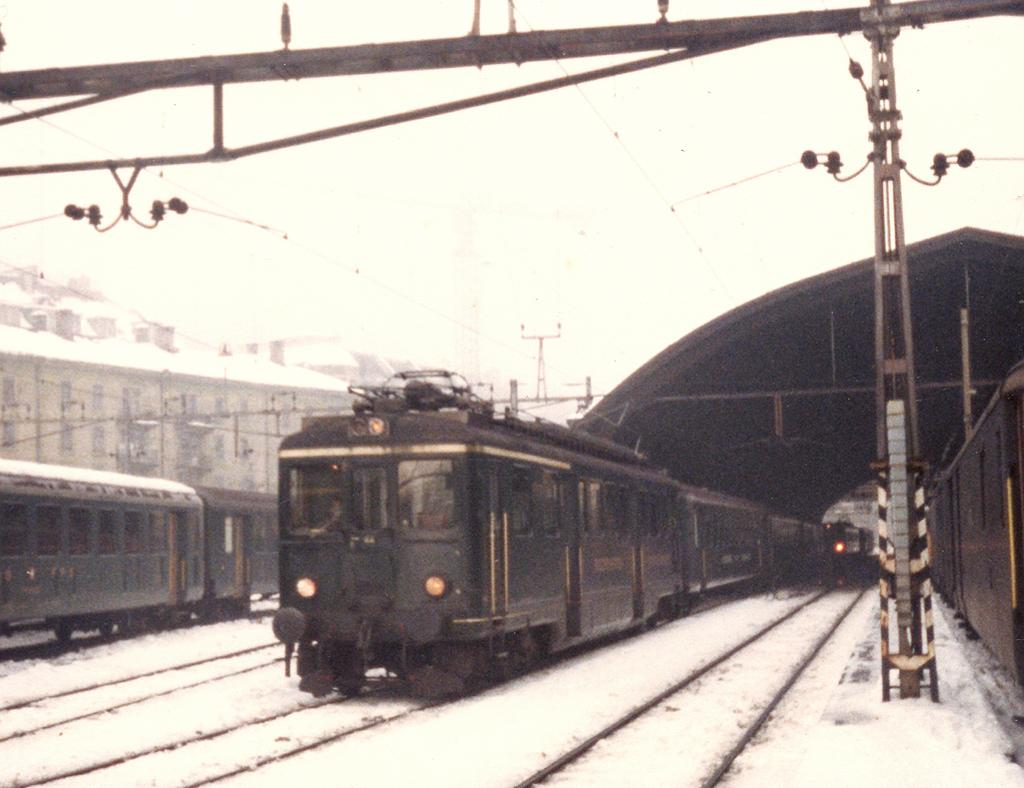
ABDe 2/4 44 im Hauptbahnhof St. Gallen

Für einen geplanten Umbau der BCFe 2/4 41 und 42 bestellte die BT zwei einmotorige Drehgestelle vom Typ BLS. Weil auf diesen Umbau verzichtet wurde, baute die eigene Werkstätte in Herisau unter Verwendung eines von Schindler-Waggon Pratteln (SWP) gelieferten Wagenkastens und des ursprünglichen Transformators von Triebwagen Nr. 43 den BCFe 2/4 44.
Der BCFe 2/4 44 hob sich äusserlich mit seinem moderneren Aussehen von seinen kantigen Vorgängern ab. Das im Lokalverkehr eingesetzte Fahrzeug erinnerte in seinem Aussehen an die CFe 4/4 der EBT-Gruppe.
Als 1956 die dritte Wagenklasse abgeschafft wurde, erhielt das Fahrzeug die Bezeichnung ABFe 2/4. Trotz seiner bescheidenen Leistung konnte 1977 der nun als ABDe 2/4 bezeichnete Triebwagen längere Zeit an die Südostbahn (SOB) vermietet werden. 1982 konnte die BT den Triebwagen mit dem Übernamen „Grossmutter“ an die SOB verkaufen, die ihn im Lokalverkehr zwischen Biberbrugg und Einsiedeln verwendete.